# Ytshak Katzenelson
Pour les articles homonymes, voir Katznelson.
Ytshak (ou Itzhak) Katzenelson (hébreu : יצחק קצנלסון, yiddish (יצחק קאַצ(ע)נעלסאָן(זון ; également transcrit Icchak-Lejb Kacenelson, Jizchak Katzenelson, Yitzhok Katznelson, Yitskhok Katzenelson) est un poète et dramaturge juif, né le 1er juillet 1886 à Karelichy, près de Minsk, et assassiné par gazage le 1er mai 1944 au camp d'extermination nazi d'Auschwitz.
Il est principalement connu pour son Chant du peuple juif assassiné, rédigé en 1944 au camp d'internement de Vittel. Ce camp « accueillait » des possesseurs de passeports américains ou britanniques.

## Biographie
Né le 1er juillet 1886 à Karelits, une petite ville de Biélorussie, dans une famille de lettrés, il suit ses parents à Łódź où il fonde une école juive qui lui permet de subvenir à ses besoins comme instituteur. Il est un cousin de Pescha Soloveitchik (née Feinstein), parente du rabbin Moshe Feinstein et la mère du rabbin Joseph B. Soloveitchik.  Sioniste, il effectue de nombreux voyages en Palestine mandataire mais ne franchit pas le cap de l'immigration en terre d'Israël.
Lors de l'invasion de la Pologne par l'Allemagne en 1939, il fuit avec sa famille à Varsovie. Rattrapés par le front, lui et les siens sont parqués dans le ghetto. Il y établit une école juive clandestine. Il assiste impuissant à la déportation de sa femme et ses deux jeunes fils à Treblinka, où ils sont immédiatement gazés.
Katzenelson participe au soulèvement du ghetto de Varsovie dès son début. Afin de sauver sa vie, des amis lui procurent de faux papiers du Honduras, qui lui permettent effectivement de s'évader du ghetto. Il est cependant capturé par la Gestapo et déporté au camp de Vittel pour « personnalités », principalement des ressortissants de pays alliés ou neutres détenus comme possibles monnaies d'échanges. Il y rédige son Dos lid funem oysgehargetn yidishn folk (yiddish : Chant pour le peuple juif assassiné). En fin avril, lui et son fils aîné Zvi (po Zivi) (né le 3 mai 1926 à Łódź en Pologne) sont déportés à Auschwitz où ils sont gazés dès leur arrivée, le 1er mai 1944.
Katzenelson était, avec son fils Zivi Katznelson, dans le convoi 72 (29 avril 1944) parti du camp de Drancy vers la gare de Bobigny à destination du camp d'extermination nazi d'Auschwitz. Serge Klarsfeld fait une description de ce convoi 72 :
« Ce convoi emporte 1004 Juifs, dont 398 hommes et 606 femmes. Parmi eux 174 enfants de moins de 18 ans. Le poète Itzak Katznelson (Ytshak Katzenelson, l'auteur du Chant du Peuple Juif assassiné) figure parmi les déportés de ce convoi, ainsi que beaucoup de Polonais, internés comme lui à Vittel, après avoir été transférés de Pologne. Des familles : les enfants Dodelzak, Ita 12, Georges 3 et Arkadius 3 mois ; les Rottenberg, Naftalie 7, Nathan 5, Esther 4, Frantz 2… À l'arrivée à Auschwitz, 48 hommes furent sélectionnés avec les matricules 186596 à 186643 et 52 femmes, dont les matricules se situent aux environs de 80600. En 1945, il y avait 37 survivants, dont 25 femmes. »
Katzenelson avait caché son manuscrit dans des récipients qu'il avait enterrés sous un arbre, où il fut récupéré après la guerre. Une copie fut glissée dans la poignée d'une mallette et ultérieurement transportée en Israël.

## Œuvre
L'œuvre de Katzenelson contient des poèmes, des pièces de théâtre et des chants en yiddish et en hébreu. Quelques-uns de ces poèmes sont devenus des chansons populaires.
Les œuvres qu'il créa ces années-là ont été cachées en plusieurs endroits et n'ont été retrouvées que partiellement, une autre partie a été ramenée clandestinement vers Israël.
- Ktuvim akhronim, Israël : Kibuts hameukhad, 1947. Une pièce dont l'action se déroule à Treblinka, une pièce biblique
- Le Chant du peuple juif assassiné (Dos lid funem oysgehargetn yidishn folk), traduit du yiddish par Batia Baum. Présenté par Rachel Ertel ; édition française Zulma 2007,  (ISBN 2-84304-408-1). Le Chant du peuple juif assassiné est publié une première fois de façon confidentielle dans la revue Caravane, en 2001. En 2005, c'est la Bibliothèque Medem qui en sort une version bilingue. Enfin, en 2007, les éditions Zulma publie ce texte, lui permettant ainsi d'atteindre un plus large public.
- Dos lid vegn redziner (Littéralement : La Ballade du Rabbi de Radzin), Kibouts Lokhamey hagetaot, 1964
- Der krizis fun modernem hebreish, New York : Tsiko, 1961. Les rôles respectifs du yiddish et de l'hébreu dans l'éducation et la culture de la nouvelle génération. L'auteur stigmatise la coupure imposée à la jeunesse de l'héritage culturel yiddish.

### Un poème:J’ai fait un rêve(traduit de l’hébreu)
J’ai fait un rêve

terrifiant.

Mon peuple n’est plus, mon peuple

a disparu.

J’ai bondi dans un cri :

Ah ! Ah !

Ce dont j’ai rêvé,

m’est advenu !

Dieu dans les hauteurs !

J’invoque tremblant :

au nom de quoi et pourquoi

mon peuple est-il mort ?

Au nom de quoi

est-il mort en vain ?

Non à la guerre,

non au combat.

Des jeunes gens, des vieillards,

des femmes et des enfants aussi

ne sont plus, ne sont plus.

Frappez des mains !

Ainsi pleurerai-je dans de mon deuil,

et le jour, et la nuit.

Au nom de quoi, Seigneur,

pourquoi, Dieu ?